# شکرالله بابان
شکرالله بابان (کردی: شوکروڵڵا بابان) (۱۳۰۲ – ۲۷ آبان ۱۳۹۱) وی فعالیت رادیویی‌اش را سال ۱۳۳۴ در تهران آغاز کرد. بابان به عنوان گوینده، مفسر، شاعر، نویسنده، مترجم و مدیرکل مراکز صداو سیمای آذربایجان غربی، کرمانشاه و کردستان فعالیت کرد.

## تالیفات
- کرد و کردستان
- کتاب صلاح‌الدین ایوبی
- جغرافیای کردستان
- فرهنگ لغت هزار صفحه‌ای فارسی به کردی[۲][۳]

## فرزندان
۸ فرزند (۵ پسر و ۳ دختر). فؤاد بابان گوینده قدیمی صدا و سیما، بابک بابان گوینده اخبار ورزشی شبکه خبر و بختیار بابان بازیکن پیشین تیم ملی بسکتبال ایران از جمله فرزندان وی هستند.